# Hamilton (Ontario)
Hamilton is een stad in het zuiden van de provincie Ontario in Canada. Het is de op drie na grootste gemeente van Ontario, en de op negen na grootste stad van Canada. Hamilton had in 2016 536.917 inwoners. De haven van de stad, gelegen aan het Ontariomeer, wordt ook wel de meest natuurlijk gevormde haven ter wereld genoemd.
Bekende instellingen in de stad zijn McMaster University, het vliegtuigmuseum Canadian Warplane Heritage Museum, het Canadese Football Hall of Fame en de Royal Botanical Gardens, waar het hoofdkwartier van het Canadian Botanical Conservation Network is gevestigd.
In 1993 was Hamilton gastheer van de WK judo. Tien jaar later werd in Hamilton het wereldkampioenschap wielrennen georganiseerd. De Spanjaard Igor Astarloa won de individuele wegwedstrijd bij de mannen.
Het motto van de stad is Together Aspire - Together Achieve (Samen Streven - Samen Een Prestatie Leveren).

## Geschiedenis
Aan het begin van de negentiende eeuw was Hamilton een van de kandidaten om de hoofdstad van Ontario te worden. Alhoewel de stad uiteindelijk niet gekozen werd, kochten veel zakenmensen, en politici hier een landgoed. Het bekendste is het Dundurn Castle met 35 kamers. Het was eigendom van een voormalige eerste minister van de provincie.
Hamilton werd later een centrum van ijzer- en staalindustrie. Met twee staalfabrieken, Stelco en Dofasco, een dochteronderneming van ArcelorMittal, werd Hamilton de staalhoofdstad van Canada genoemd. Stelco werd in 1910 opgericht en op de piek werkten 26.000 mensen bij het bedrijf. Het werd in 2007 van de financiële ondergang gered door U.S. Steel. De naam werd gewijzigd in U.S. Steel Canada. Na jaren van verliezen vroeg U.S. Steel in september 2014 wederom faillissementsbescherming aan voor de Canadese dochter. Een groep investeerders namen het staalbedrijf over. Er werkten in 2022 minder dan 3000 mensen bij Stelco, inclusief in de vestiging in Nanticoke. Dofasco is een dochteronderneming van ArcelorMittal. Het produceert staal voor diverse toepassingen zoals de automobiel-, bouw-, energie-, varpakkings-, pijp- en buisindustrie en heeft een grotere omvang van Stelco. Tegenwoordig speelt de dienstensector een grotere rol in Hamilton.

## Geografie
Hamilton ligt in het zuidoosten van de provincie Ontario, in Canada. Het ligt vlak bij Toronto. De stad ligt aan het Ontariomeer, en heeft daar een natuurlijke haven.

## Demografie
Hamilton had in 2016 536.917 inwoners. De agglomeratie had 692.911 inwoners.
Een derde van de bevolking is niet geboren in Canada. De meeste mensen zijn dus van Canadese oorsprong, maar er zijn ook veel inwoners uit Engeland, Schotland en Ierland. Er zijn ook 32.330 mensen van Nederlandse oorsprong.
De meeste inwoners zijn christelijk (77,56%), maar er wonen ook moslims (1,96%), joden, boeddhisten en hindoes (alle drie minder dan 1%).

## Sport
Hamilton is sinds 2017 de thuisbasis van de voetbalclub Forge FC. De club was kampioen in zowel de eerste (2019) als de tweede editie (2020) van de Canadian Premier League.

## Geboren
- Chandra Davidson (1998), voetbalster

## Overleden
- Fredericka Mandelbaum (1825-1894), crimineel

## Partnersteden
- Flint, Michigan, Verenigde Staten
- Racalmuto, Sicilië, Italië
- Fukuyama, Japan
- Maanshan, Anhui, China
- Mangalore, India
- Monterrey, Mexico
- Sarasota, Florida, Verenigde Staten
- Shawinigan, Quebec, Canada
- Valle Peligna, Abruzzen, Italië
- Porto Alegre, Brazilië